# Neivamyrmex piraticus
Neivamyrmex piraticus é uma espécie de formiga do gênero Neivamyrmex.